# Porto Rico nos Jogos Olímpicos de Verão de 1952
Porto Rico competiu nos Jogos Olímpicos de Verão de 1952, realizados em Helsinque, Finlândia.